# Ржищівський район
Ржищівський район — адміністративно-територіальна одиниця у складі Української РСР у 1923–1962 роках із центром у селищі міського типу Ржищів (нині місто у Київській області, центр Ржищівської громади).
Спочатку район входив до складу Київської округи (до 1930 року), потім підпорядковувався безпосередньо центральному уряду УСРР (у 1930–1932 роках), а потім входив до складу Київської області (з 1932 року).
Протягом свого існування, межі району неодноразово змінювалися. Найбільша зміна сталася у 1925 році, коли до району було приєднано більшу частину ліквідованого Ходорівського району.

## Історія

### 1920-ті
У 1923 році в УСРР було проведено районування, внаслідок якого утворено округи і райони замість повітів і волостей. Зокрема, постановами ВУЦВК від 7 березня і 12 квітня було утворено Ржищівський район у складі Київської округи Київської губернії, до якого увійшли Ржищівська і Стайківська волості Київського повіту. Центром району стало містечко Ржищів.
Станом на 1924 рік Ржищівський район складався із 14 сільрад, до яких входило 19 поселень із загальним населенням 33575 людей, як описано нижче.
Постановою ВУВЦК від 27 березня 1925 року відбулися такі зміни у складі району:
- до району перечислено:
  - Велико-Прицьківську, Демовщинську, Кадімську і Півцівську сільради Македонського району Київської округи;
  - Гусинцинську, Кальнівську й Яшницьку сільради Рогозівського району Київської округи;
- з району перечислено:
  - с. Липовий Ріг до складу Македонського району Київської округи;
  - с. Витачів до складу Обухівського району Київської округи.[4]

Постановою ВУВЦК від 3 червня 1925 року було розформовано Ходорівський (Македонський) район Київської округи, і з нього до складу Ржищівського району було віднесено його більшу частину у складі 13 сільських рад: Македонську, Велико-Прицковську, Грушівську, Драчівську, Мало-Букринську, Мало-Прицківську, Медведівську, Пієвську, Ромашковську, Тулинецьку, Ходорівську, Янівську та Липово-Рогську.
Станом на 17 грудня 1926 року у Ржищівському районі було 39 сільрад, 55 поселень і проживало 68979 людей, як описано нижче.

### 1930-ті
2 вересня 1930 року ВУВЦК видав постанову «Про ліквідацію округів і перехід на двоступеневу систему управління», яким з 15 вересня 1930 року ліквідовувалися усі округи в УСРР, тож Ржищівський район перейшов у безпосереднє підпорядкування центрального уряду УСРР. Тим же рішенням району було присвоєно 2-гу категорію.
Станом на 1930 рік у районі було 38 сільрад, до яких входили 1 міське та 50 сільських поселень. Район мав площу 869 км² і населення 72634 людей, у тому числі міського населення — 8914, а сільського — 63720. Письменних було: серед чоловіків — 68,6%, серед жінок — 29,8%.
9 лютого 1932 року район було включено до новоутвореної Київської області.
Станом на 1 грудня 1933 року до району входило 37 сільських рад, його площа була 743,6 км², а населення було 68014 людей, у тому числі у містечку Ржищів — 8520 людей.
Станом на 15 грудня 1935 року до району входило 37 сільських рад, його площа була 733.5 км², а населення було 68027 людей, у тому числі у містечку Ржищів — 6989 людей.

### 1940-ті
7 березня 1946 року виданий Указ Президії Верховної Ради УРСР «Про збереження історичних найменувань та уточнення і впорядкування існуючих назв сільських рад і населених пунктів Київської області», відповідно до якого:
- село Монтрезорівка перейменоване в село Зорівка і Монтрезорівська сільська рада — в Зорівську;
- село Янівка перейменоване в село Яблунівка і Янівська сільська рада — в Яблунівську.[13][14]

Станом на 1 вересня 1946 року до району входили 1 селищна (Ржищівська) та 36 сільські ради, у складі яких налічувалося 50 населених пунктів: 1 селище міського типу (Ржищів), 36 сіл і 13 хуторів, як описано нижче.
21 листопада 1949 року Указом Президії Верховної Ради УРСР «Про включення Зарубинецької та Трахтемирівської сільських рад до складу Ржищівського району і Григорівської сільської ради до складу Канівського району Київської області» до складу Ржищівського району було включено Зарубинецьку та Трахтемирівську сільські ради Переяслав-Хмельницького району, а вже 14 травня 1951 року Указом Президії Верховної Ради УРСР «Про віднесення Зарубинецької та Трахтемирівської сільських рад Ржищівського району до складу Переяслав-Хмельницького району Київської області» їх було повернуто назад.

### 1950-ті
10 серпня 1954 року був виданий Указ Президії Верховної Ради УРСР «Про укрупнення сільських рад депутатів трудящих в Київській області», відповідно до якого об’єднані такі сільські ради:
- Балико-Щучинська та Уляницька сільські ради — в Уляницьку сільраду з центром у селі Уляники;
- Великобукринська та Малобукринська сільські ради — у Малобукринську сільраду з центром у селі Малий Букрин;
- Ведмедівська та Грушівська сільські ради — у Грушівську сільраду з центром у селі Грушів;
- Зікрачівська та Стрітівська сільські ради — у Стрітівську сільраду з центром у селі Стрітівка;
- Воронівська та Халчанська сільські ради — у Халчанську сільраду з центром у селі Халча;
- Дударівська та Ромашківська сільські ради — у Ромашківську сільраду з центром у селі Ромашки;
- Юшківська та Гребенівська сільські ради — у Гребенівську сільраду з центром у селі Гребені;
- Панікарчівська та Кузьминецька сільські ради — у Кузьминецьку сільраду з центром у селі Кузьминці;
- Кип’ячківська, Горобіївська та Драчівська сільські ради — у Драчівську сільраду з центром у селі Драчі;
- Зорівська та Кадомська сільські ради — у Кадомську сільраду з центром у селі Кадомка;
- Липово-Різька та Піївська сільські ради — у Піївську сільраду з центром у селі Пії;
- Малоприцьківська та Яблунівська сільські ради — в Яблунівську сільраду з центром у селі Яблунівка.[13]

28 грудня 1957 року рішенням виконавчого комітету Київської обласної ради депутатів трудящих №970 «Про адміністративно-територіальні зміни в окремих районах області»:
- Березівська сільрада Ржищівського району ліквідована з передачею села Березівка в межу міста Ржищів.[13]

10 травня 1958 року видано рішення виконавчого комітету Київської обласної ради депутатів трудящих №347 «Про уточнення обліку населених пунктів Київської області», яким:
- до облікових даних адміністративно-територіального поділу було включено новоутворене або раніше не враховане село Бір Рудяківської сільради.[13]

Також згідно додатку до попереднього рішення, до Ржищівського району входили Ржищівська селищна і 22 сільські ради, і у ньому налічувалося 49 населених пунктів: селище міського типу Ржищів та 48 сіл, як у таблиці нижче.
30 березня 1959 року було видано рішення виконавчого комітету Київської обласної ради депутатів трудящих №219 «Про адміністративно-територіальні зміни в окремих районах області», відповідно до якого:
- Рудяківська сільрада (села Рудяки та Бір) Ржищівського району передана до складу Бориспільського району;
- Ромашківська сільрада Ржищівського району ліквідована з підпорядкуванням села Дударі Грушівській сільраді і села Ромашки — Малобукринській сільраді.[13]

### 1960-ті
20 грудня 1960 року було прийнято рішення виконавчого комітету Київської обласної ради депутатів трудящих №975 «Про адміністративно-територіальні зміни у Ржищівському районі», відповідно до якого у складі Ржищівського району передані:
- село Зікрачі Стрітівської сільради — в підпорядкування Халчанській сільраді;
- село Малі Прицьки Яблунівської сільради — в підпорядкування Македонській сільраді.[13]

11 січня 1961 року рішенням виконавчого комітету Київської обласної ради депутатів трудящих №10 «Про адміністративно-територіальні зміни в Ржищівському районі»:
- село Ведмедівка Грушівської сільради Ржищівського району передане в підпорядкування Ходорівській сільраді.[13]

30 грудня 1962 року Указом Президії Верховної Ради УРСР «Про укрупнення сільських районів Української РСР» було ліквідовано Ржищівський район, усі сільські ради якого увійшли до складу Кагарлицького району. Водночас у той же день Указом «Про віднесення в підпорядкування обласних (промислових) Рад депутатів трудящих міських поселень Української РСР» Ржищівську селищну раду було підпорядковано Богуславській міській раді.

### Після ліквідації
У 1965 році північна частина колишнього Ржищівського району відійшла до складу Кагарлицького району, південна — до складу Миронівського району, а Гусинцівська сільрада та хутір Кальне Гребенівської сільської ради — до складу Бориспільського району (хутір Кальне відійшов до Рудяківської сільради).
У 1971 році території Гусинцівської та Рудяківської сільрад, що відійшли до Бориспільського району, були відселені у зв'язку із затопленням водоймищем новозбудованої Канівської ГЕС.
У 2020 році території, що не були затоплені, увійшли до складу Ржищівської, Миронівської та Кагарлицької громад Київської області.

## Устрій і статистика

### Станом на 1924 рік
Станом на 1924 рік Ржищівський район мав центр у містечку Ржищеві і складався із 14 сільрад, до яких входило 19 поселень: містечко Ржищів із 2 передмістями, 15 сіл і 1 хутір, як описано у таблиці нижче. Усього у районі налічувалося 7084 господарств/володінь і проживало 33575 людей: у міських поселеннях (Ржищеві) — 1341 володінь і 7402 людей, у сільських — 5773 господарств і 26173 людей.
| №  | Сільрада                       | Населені пункти                              | Число господарств і володінь | Населення, осіб | Волость перед районуванням |
| -- | ------------------------------ | -------------------------------------------- | ---------------------------- | --------------- | -------------------------- |
| 1  | Ржищівська                     | м-ко Ржищів, п. Монастирьок, п. Крутий Вивіз | 1311                         | 7402            | Ржищівська                 |
| 2  | Балико-Щучинська               | с. (д) Балика-Щучина                         | 386                          | 1821            | Ржищівська                 |
| 3  | Березівська                    | с. Березівка                                 | 187                          | 787             | Ржищівська                 |
| 4  | Витачівська                    | с. Витачів                                   | 638                          | 3158            | Стайківська                |
| 5  | Гребенівська                   | с. Гребені                                   | 214                          | 1003            | Ржищівська                 |
| 6  | Зикрачівська                   | с. Зикрачі                                   | 357                          | 1802            | Ржищівська                 |
| 7  | Липово-Ріжська                 | с. Липовий Ріг                               | 222                          | 1039            | Ржищівська                 |
| 8  | Паникарчанська                 | с. Паникарчі                                 | 341                          | 1482            | Ржищівська                 |
| 9  | Стайківська                    | с. Стайки                                    | 1136                         | 3921            | Стайківська                |
| 10 | Стретівська                    | с. Стретівка                                 | 580                          | 3003            | Стайківська                |
| 11 | Ульяницька                     | с. Ульяники, с. Леус                         | 297                          | 1373            | Ржищівська                 |
| 12 | Халча-Воронівська (Халчанська) | с. Халча, с. Воронівка, х. Кононів Стан      | 778                          | 4000            | Ржищівська                 |
| 13 | Юзефівська                     | с. Юзефівка                                  | 331                          | 1488            | Ржищівська                 |
| 14 | Юшківська                      | с. Юшки                                      | 307                          | 1296            | Ржищівська                 |

* Скорочення: м-ко — містечко; п. — передмістя; с. — село; с. (д) — село, що за класифікацією Російської імперії мало клас деревня; х. — хутір

### Станом на 1926 рік
Станом на 17 грудня 1926 року у Ржищівському районі було 39 сільрад і 55 поселень: 1 містечко (Ржищів), 44 сіл, 2 виселка, 5 хуторів і 3 інших поселення. За результатами перепису у районі проживало 68979 людей і налічувалося 14398 господарств/володінь: у міських поселеннях (Ржищеві) — 1548 володінь і 8535 людей, у сільських — 12850 господарств і 60444 людей.
| №  | Сільрада            | Населені пункти (села)                              | Число господарств і володінь | Населення, осіб   | Населення обліковане як неукраїнське (росіяни, євреї, поляки та інші) |
| -- | ------------------- | --------------------------------------------------- | ---------------------------- | ----------------- | --------------------------------------------------------------------- |
| 1  | Ржищівська          | м-ко Ржищів, Лісова сторожка за 5 верст від Ржищева | 1550 (1548+2)                | 8543 (8535+8)     | не наведено                                                           |
| 2  | Балико-Щучинська    | с. Балики, с. Щучинка                               | 379 (176+203)                | 1778 (833+945)    | —                                                                     |
| 3  | Березівська         | с. Березівка                                        | 169                          | 807               | —                                                                     |
| 4  | Воронівська         | с. Воронівка                                        | 166                          | 823               | —                                                                     |
| 5  | Велико-Букринська   | с. Великий Букрин                                   | 172                          | 839               | —                                                                     |
| 6  | Велико-Прицьківська | с. Великі Прицьки                                   | 502                          | 2324              | євреї (8) та поляки (10)                                              |
| 7  | Гребенівська        | с. Гребені, х. Лісова сторожка                      | 218 (217+1)                  | 976 (971+5)       | росіяни (5) та інші (7)                                               |
| 8  | Горобіївська        | с. Горобіївка, вис. Тарасівка                       | 278 (238+40)                 | 1243 (1044+199)   | росіяни (2)                                                           |
| 9  | Грушівська          | с. Грушів, х. Бути                                  | 280 (274+6)                  | 1223 (1192+31)    | —                                                                     |
| 10 | Гусенцівська        | с. Гусенці                                          | 196                          | 934               | росіяни (5) та інші (6)                                               |
| 11 | Демовщинська        | с. Демовщина                                        | 541                          | 2542              | росіяни (16) та поляки (1)                                            |
| 12 | Драчівська          | с. Драчі, вис. Калинівка                            | 346 (309+37)                 | 1437 (1283+154)   | —                                                                     |
| 13 | Дударівська         | с. Дударі                                           | 133                          | 609               | —                                                                     |
| 14 | Зікрочівська        | с. Зікрочі, х. Незаможна Нива                       | 358 (355+3)                  | 1842 (1823+19)    | —                                                                     |
| 15 | Кадомська           | с. Кадомки, с. Монтрезорівка                        | 340 (253+87)                 | 2003 (1511+492)   | —                                                                     |
| 16 | Кальнянська         | с. Кальне                                           | 127                          | 591               | росіяни (4)                                                           |
| 17 | Кип'ячівська        | с. Кип'ячка, с. Сталінка                            | 330 (275+55)                 | 1524 (1262+262)   | росіяни (17) та євреї (2)                                             |
| 18 | Колесищанська       | с. Колесище                                         | 166                          | 742               | —                                                                     |
| 19 | Кузьминцівська      | с. Кузьминці                                        | 241                          | 1079              | —                                                                     |
| 20 | Липоворіжська       | с. Липовий Ріг                                      | 226                          | 996               | росіяни (2)                                                           |
| 21 | Македонська         | с. Македони, с. Кулешів                             | 628 (589+39)                 | 2726 (2505+221)   | росіяни (2), євреї (6) та поляки (2)                                  |
| 22 | Мало-Букринська     | с. Малий Букрин                                     | 229                          | 1040              | —                                                                     |
| 23 | Мало-Прицківська    | с. Малі Прицьки                                     | 281                          | 1212              | —                                                                     |
| 24 | Медведівська        | с. Медведівка                                       | 271                          | 1283              | —                                                                     |
| 25 | Панікарчанська      | с. Панікарчі                                        | 341                          | 1442              | —                                                                     |
| 26 | Пивецька            | с. Пивці, с. Онацьки                                | 424 (304+120)                | 2036 (1437+599)   | росіяни (5), євреї (5) та поляки (8)                                  |
| 27 | Піївська            | с. Пії, завод Піївський                             | 568 (523+45)                 | 2527 (2406+121)   | росіяни (15), євреї (12), поляки (23), білоруси (12) та інші (1)      |
| 28 | Підсінянська        | с. Підсінне, х. Вільхов, х. Комари                  | 276 (195+12+69)              | 1328 (921+52+355) | —                                                                     |
| 29 | Ромашківська        | с. Ромашки                                          | 170                          | 725               | —                                                                     |
| 30 | Стайківська         | с. Стайки, завод Цегельня                           | 1109 (1095+14)               | 5254 (5233+21)    | росіяни (7), євреї (3) та інші (1)                                    |
| 31 | Стрітовська         | с. Стрітівка                                        | 582                          | 3168              | —                                                                     |
| 32 | Туленцівська        | с. Туленці                                          | 397                          | 1810              | —                                                                     |
| 33 | Ульяницька          | с. Ульяники, х. Леус                                | 307 (304+3)                  | 1414 (1398+16)    | —                                                                     |
| 34 | Халчанська          | с. Халча                                            | 595                          | 3069              | —                                                                     |
| 35 | Ходоровська         | с. Ходоров                                          | 332                          | 1595              | росіяни (17), євреї (49), поляки (23) та інші (7)                     |
| 36 | Юзепівська          | с. Юзепівка                                         | 316                          | 1553              | —                                                                     |
| 37 | Юшківська           | с. Юшки                                             | 299                          | 1320              | —                                                                     |
| 38 | Янівська            | с. Янівка                                           | 280                          | 1309              | —                                                                     |
| 39 | Яшниківська         | с. Яшники                                           | 275                          | 1313              | —                                                                     |

* Скорочення: м-ко — містечко; с. — село; х. — хутір; вис. — виселок
| Національність | Господарств   | Населення     | Відсоток від загального |
| -------------- | ------------- | ------------- | ----------------------- |
| українці       | 12762         | 59976         | 99,5                    |
| росіяни        | 26            | 97            | 0,2                     |
| євреї          | 25            | 85            | 0,2                     |
| поляки         | 19            | 67            | 0,1                     |
| білоруси       | 4             | 13            |                         |
| інші           | 5             | 21            |                         |
| загалом        | 12850 (12841) | 60444 (60259) | 100                     |

### Станом на 1946 рік
Станом на 1 вересня 1946 року до району входили 1 селищна та 36 сільські ради, у складі яких налічувалося 50 населених пунктів: 1 селище міського типу, 36 сіл і 13 хуторів.
| №             | Рада               | Населені пункти                | Рада, до якої було приєднано раду у 1954 році |
| ------------- | ------------------ | ------------------------------ | --------------------------------------------- |
| 1             | Ржищівська селищна | смт Ржищів                     |                                               |
| Сільські ради |                    |                                |                                               |
| 2             | Балико-Щучинська   | с. Балико-Щучинка, х. Щучинка  | Уляницька                                     |
| 3             | Березівська        | с. Березівка                   |                                               |
| 4             | Ведмедівська       | с. Ведмедівка                  | Грушівська                                    |
| 5             | Великобукринська   | с. Великий Букрин              | Малобукринська                                |
| 6             | Великоприцьківська | с. Великі Прицьки, х. Дубровка |                                               |
| 7             | Воронівська        | с. Воронівка                   | Халчанська                                    |
| 8             | Горобіївська       | с. Горобіївка, х. Тарасівка    | Драчівська                                    |
| 9             | Гребенівська       | с. Гребені, х. Кальне          |                                               |
| 10            | Грушівська         | с. Грушів                      |                                               |
| 11            | Гусенцівська       | с. Гусинці, х. Яшники          |                                               |
| 12            | Демівщинська       | с. Демівщина, х. Виселок       |                                               |
| 13            | Драчівська         | с. Драчі, х. Калинівка         |                                               |
| 14            | Дударівська        | с. Дударі                      | Ромашківська                                  |
| 15            | Зікрачівська       | с. Зікрачі                     | Стрітівська                                   |
| 16            | Зорівська          | с. Зорівка, х. Богданівка      | Кадомська                                     |
| 17            | Кадомська          | с. Кадомка                     |                                               |
| 18            | Кип'яцька          | с. Кип'ячка, с. Сталівка       | Драчівська                                    |
| 19            | Кузьминецька       | с. Кузьминці, х. Петрівський   |                                               |
| 20            | Липово-Різька      | с. Липовий Ріг                 | Піївська                                      |
| 21            | Македонська        | с. Македони, х. Кулешів        |                                               |
| 22            | Малобукринська     | с. Малий Букрин                |                                               |
| 23            | Малоприцьківська   | с. Малі Прицьки                | Яблунівська                                   |
| 24            | Панікарчівська     | с. Панікарча                   | Кузьминецька                                  |
| 25            | Піївська           | с. Пії, х. Онацький            |                                               |
| 26            | Піївцівська        | с. Піївці                      |                                               |
| 27            | Ромашківська       | с. Ромашки                     |                                               |
| 28            | Рудяківська        | с. Рудяки                      |                                               |
| 29            | Стайківська        | с. Стайки                      |                                               |
| 30            | Стрітівська        | с. Стрітівка                   |                                               |
| 31            | Тулинська          | с. Тулинці                     |                                               |
| 32            | Уляницька          | с. Уляники                     |                                               |
| 33            | Халчанська         | с. Халча, х. Петровського      |                                               |
| 34            | Ходорівська        | с. Ходорів                     |                                               |
| 35            | Шандрівська        | с. Шандра                      |                                               |
| 36            | Юшківська          | с. Юшки                        | Гребенівська                                  |
| 37            | Яблунівська        | с. Яблунівка                   |                                               |

* Скорочення: смт — селище міського типу; с. — село; х. — хутір

### Станом на 1958 рік
Згідно додатку до рішення виконавчого комітету Київської обласної ради депутатів трудящих від 10 травня 1958 року №347 «Про уточнення обліку населених пунктів Київської області» до Ржищівського району входили Ржищівська селищна і 22 сільські ради, і у ньому налічувалося 49 населених пунктів: селище міського типу Ржищів та 48 сіл, як у таблиці нижче.
| №                    | Рада               | Населені пункти                                  |
| -------------------- | ------------------ | ------------------------------------------------ |
| 1                    | Ржищівська селищна | смт Ржищів                                       |
| Сільські ради і села |                    |                                                  |
| 2                    | Великоприцьківська | Великі Прицьки, Дубровка, Петрівське             |
| 3                    | Гребенівська       | Гребені, Кальне, Юшки                            |
| 4                    | Грушівська         | Грушів, Ведмедівка                               |
| 5                    | Гусинцівська       | Гусинці                                          |
| 6                    | Демівщинська       | Демівщина, Оріхове                               |
| 7                    | Драчівська         | Драчі, Горобіївка, Кип'ячка, Сталівка, Тарасівка |
| 8                    | Кадомська          | Кадомка, Богданівка, Зорівка, Калинівка          |
| 9                    | Кузьминецька       | Кузьминці, Панікарча                             |
| 10                   | Македонська        | Македони, Кулешів                                |
| 11                   | Малобукринська     | Малий Букрин, Великий Букрин                     |
| 12                   | Піївська           | Пії, Липовий Ріг                                 |
| 13                   | Півецька           | Півці, Онацьки                                   |
| 14                   | Ромашківська       | Ромашки, Дударі                                  |
| 15                   | Рудяківська        | Рудяки, Бір                                      |
| 16                   | Стайківська        | Стайки                                           |
| 17                   | Стрітівська        | Стрітівка, Зікрачі                               |
| 18                   | Тулинська          | Тулинці                                          |
| 19                   | Уляницька          | Уляники, Балики, Щучинка                         |
| 20                   | Халчанська         | Халча, Воронівка, Петрівське                     |
| 21                   | Ходорівська        | Ходорів                                          |
| 22                   | Шандрівська        | Шандра                                           |
| 23                   | Яблунівська        | Яблунівка, Малі Прицьки                          |